# 宗祥福
宗祥福（1935年2月—2020年10月20日），男，回族，江苏南京人，中国材料学家，复旦大学教授。国际欧亚科学院院士。

## 生平
1956年毕业于复旦大学物理系。历任复旦大学基础物理实验室主任，材料科学研究所副所长、所长，技术科学与工程学院院长等职。长期从事材料科学研究，“硅片损伤吸除工艺”项目获1979年上海市重大科技成果二等奖，《氧本征吸除工艺》获1985年电子工业部科技成果二等奖，《缺陷控制与吸除工艺》获1985年国家教委科技进步二等奖，《光控固态继电器》获1988年国家教委科技进步二等奖、北京市科技进步二等奖。
2020年10月20日在上海市第一人民医院逝世。

## 荣誉
- 上海统一战线先进个人（2000年）[6]
- 全国高等学校先进科技工作者（1990年）
- 全国优秀教师（1989年）
- 上海市先进科技工作者（1979年）

## 出版物
- 宗祥福; 李川 (编). . 上海: 复旦大学出版社. 2004. ISBN 7-309-04025-2.
- 宗祥福; 翁渝民 (编). . 上海: 复旦大学出版社. 2001. ISBN 7-309-03050-8.
- . 由宗祥福 吴新仁翻译. 上海: 复旦大学出版社. 1989.